# Nils-Joel Englund
Nils-Joel Englund  (* 7. April 1907 in Vittjärv, Gemeinde Boden; † 22. Juni 1995 in Tierp) war ein schwedischer Skilangläufer.

## Werdegang
Englund, der für den Bodens BK und den Hudiksvalls IF startete, gewann bei den Nordischen Skiweltmeisterschaften 1933 in Innsbruck über 18 km und mit der Staffel die Goldmedaille. Im folgenden Jahr holte er bei den Nordischen Skiweltmeisterschaften 1934 in Sollefteå die Bronzemedaille mit der Staffel und die Silbermedaille über 50 km. Bei den schwedischen Meisterschaften 1934 siegte er über 50 km. Im Jahr 1935 wurde er bei den Nordischen Skiweltmeisterschaften in Vysoké Tatry Weltmeister über 50 km. Zudem holte er Bronze mit der Staffel. Bei den Olympischen Winterspielen 1936 in Garmisch-Partenkirchen gewann er über 50 km die Bronzemedaille. Bei den schwedischen Meisterschaften 1937 siegte er mit der Staffel von Hudiksvalls IF.

## Erfolge

### Olympische Winterspiele
- 1936 in Garmisch-Partenkirchen: Bronze über 50 km

### Weltmeisterschaften
- 1933 in Innsbruck: Gold über 18 km, Gold mit der Staffel
- 1934 in Sollefteå: Silber über 50 km, Bronze mit der Staffel
- 1935 in Vysoké Tatry: Gold über 50 km, Bronze mit der Staffel